# Cờ rủ
Cờ rủ là lệ treo quốc kỳ ở vị trí 1/2 hay 2/3 chiều cao của cột cờ thay vì treo cờ lên đến đỉnh cột. Tục lệ này là nghi lễ áp dụng ở nhiều nước khi có quốc tang, tỏ lòng tôn kính và khi gặp đại nạn.

## Lịch sử
Tục lệ treo cờ rủ bắt đầu vào thế kỷ 17 với khoảng trống trên đỉnh cột tượng trưng lá cờ tang treo phía trên. Lệ đó cho rằng tử thần có toàn quyền, không chừa ai nên chiếm địa vị trên hết. Lệ này còn áp dụng ở Anh khi cờ rủ được treo chừa cho chiều cao của một lá cờ phía trên, bất kể chiều dài của cột cờ. Tuy nhiên ở nhiều quốc gia khác thì vị trí cờ rủ tùy thuộc vào cột hoặc cán cờ dài hay ngắn và cờ được thượng lên ở vị trí giữa đỉnh cột và gốc cột.

## Úc

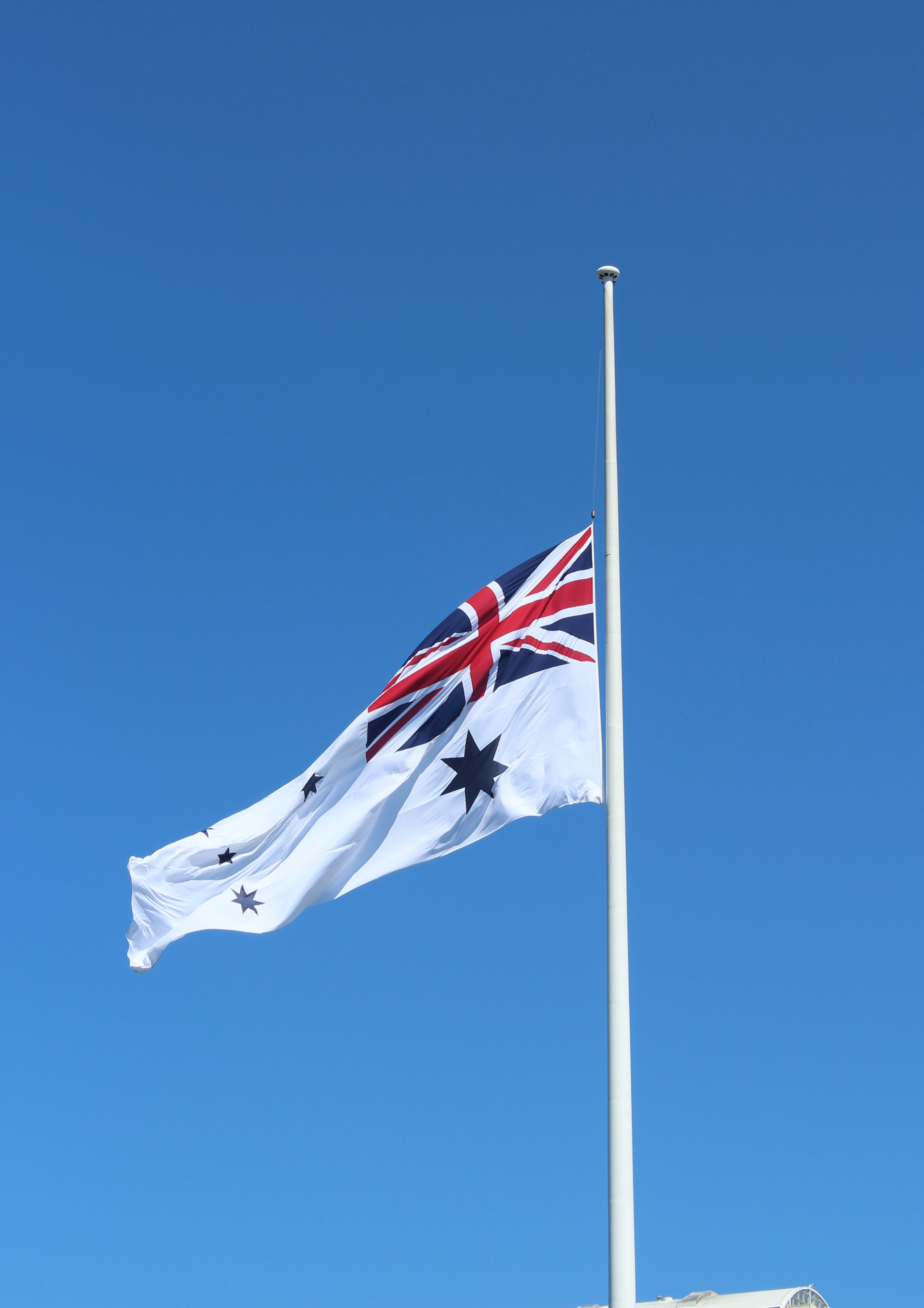
Cờ Úc phù hiệu trắng dùng cho hải quân đang được treo rủ. Để phù hợp với truyền thống của người Anh, lá cờ này được treo thấp hơn một khoảng bằng chiều rộng của nó so với đỉnh cột.

Quốc kỳ Úc được treo rủ tại Úc trong các trường hợp sau:
- Vua Úc băng hà - tính từ khi thông báo phát tang và cả trong đám tang. Theo thông lệ, vào ngày Vua mới đăng quang, lá cờ sẽ được kéo lên đỉnh cột vào lúc 11 giờ sáng.
- Thành viên trong gia đình hoàng gia qua đời.
- Toàn quyền Úc hoặc cựu Toàn quyền qua đời.
- Nguyên thủ các quốc gia mà Úc có quan hệ ngoại giao qua đời - Lá cờ được treo rủ vào ngày tổ chức tang lễ.
- Ngày ANZAC - lá cờ được treo rủ đến giữa trưa.
- Ngày tưởng niệm - treo bình thường tới 10:30 sáng, rủ lúc 10:30 đến 11:03 sáng, sau đó lại được kéo lên đỉnh như thường.
- Một công dân đặc biệt của Úc qua đời. Lá cờ tại địa phương của người này sẽ được treo rủ trong ngày hoặc trong đám tang của họ. Một vài ví dụ gần đây là nhà tự nhiên học Steve Irwin, diễn viên Heath Ledger, ca sĩ opera nổi tiếng quốc tế Dame Joan Sutherland và Cựu Thủ tướng Úc Gough Whitlam. Trong trường hợp của vận động viên cricket Phillip Hughes, người đã qua đời do tai nạn trong giải đấu Sheffield Shield, quốc kỳ Úc đã được treo rủ tại sân Cricket NSW vào ngày 27/11/2014 (ngày mất của anh), cũng như ở Cầu Cảng Sydney và ở London.

## Việt Nam

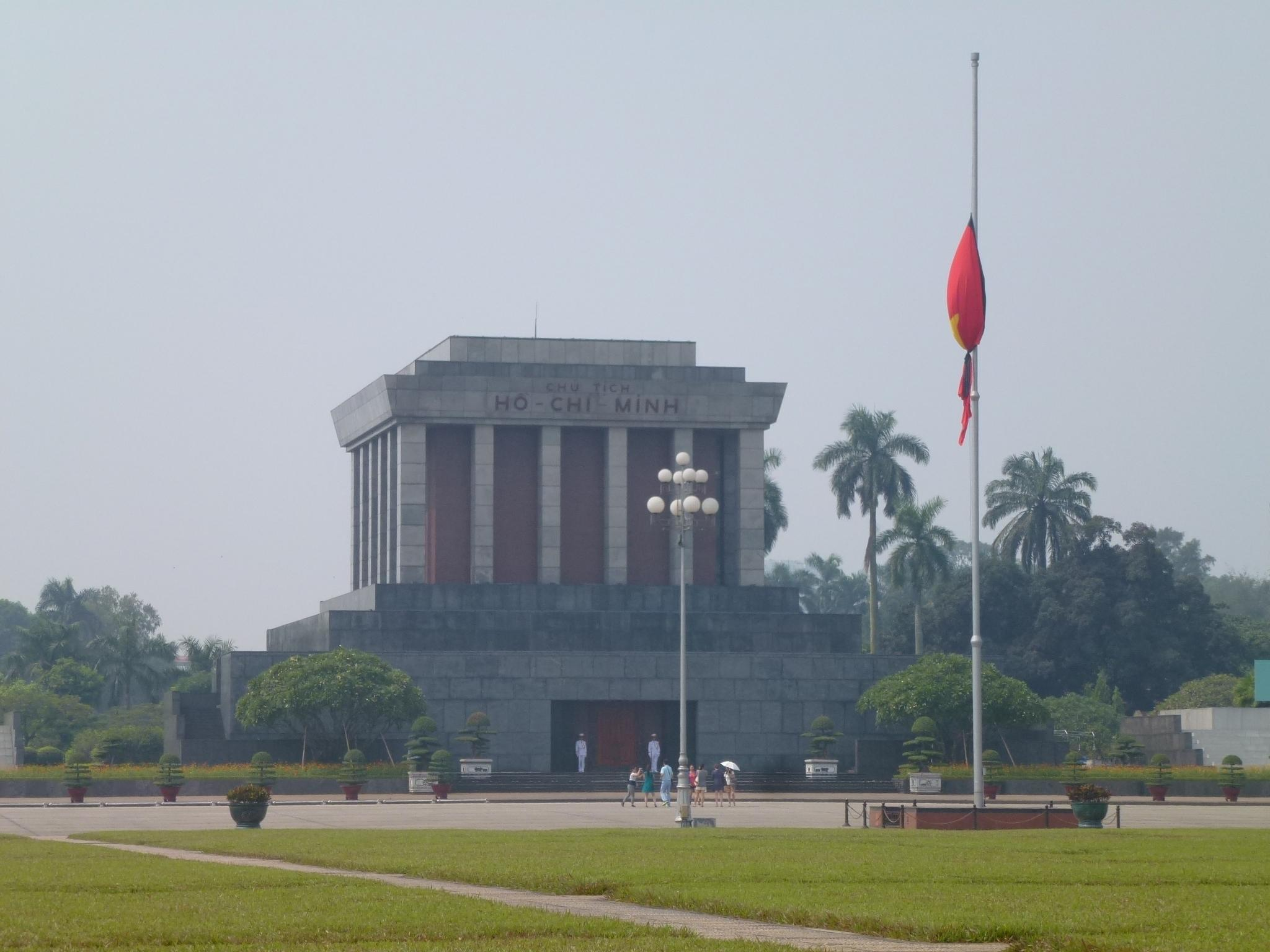
Cờ rủ Việt Nam tại lễ quốc tang Đại tướng Võ Nguyên Giáp (1911-2013).

Lệ treo cờ rủ ở Việt Nam có sự thay đổi theo thời gian:
- Trước năm 2013 quy định cờ rủ treo trên đỉnh cột cờ, có dải băng tang đen, kích thước bằng 1/10 chiều rộng lá cờ, chiều dài bằng chiều dài lá cờ, dùng băng vải đen buộc không để cờ bay.[3]
- Từ năm 2013 quy định cờ rủ treo đến 2/3 cột cờ, có dải băng tang đen, kích thước bằng 1/10 chiều rộng lá cờ, chiều dài bằng chiều dài lá cờ, dùng băng vải đen buộc không để cờ bay.[4]

Theo đó, cán bộ đã và đang giữ những vị trí này sau khi qua đời thì quốc kỳ được treo rủ:
- Tổng Bí thư Ban Chấp hành Trung ương Đảng Cộng sản Việt Nam
- Chủ tịch nước Cộng hòa xã hội chủ nghĩa Việt Nam
- Thủ tướng Chính phủ nước Cộng hòa xã hội chủ nghĩa Việt Nam
- Chủ tịch Quốc hội nước Cộng hòa xã hội chủ nghĩa Việt Nam

Ngoài ra, Bộ Chính trị quyết định việc tổ chức lễ Quốc tang đối với cán bộ cấp cao khác có quá trình đóng góp và công lao to lớn đối với sự nghiệp cách mạng của Đảng, Nhà nước và nhân dân, có uy tín lớn trong nước và quốc tế.

## Nhật Bản

Họa đồ lệ treo cờ rủ của người Nhật khi Thiên hoàng băng hà, dùng dải băng đen và đỉnh cột dùng quả cầu đen.

Quốc kỳ Nhật Bản có hai kiểu treo để tang, một là treo theo kiểu bán kỳ (半旗 Han-ki) giống như tại nhiều quốc gia khác. Những Cơ quan của Bộ Ngoại giao treo cờ rủ trong thời gian tang lễ của một nguyên thủ quốc gia ngoại quốc. Một kiểu treo rủ thay thế là điếu kỳ (弔旗 Chō-ki), gắn thêm một dải băng màu đen ở phía trên lá quốc kỳ, kiểu này truy nguyên từ ngày 30 tháng 7 năm, 1912, khi Thiên hoàng Meiji băng hà và Nội các quyết định ban một sắc lệnh rằng quốc kỳ cần phải được treo để tang khi Thiên hoàng băng hà. Nội các có thẩm quyền trong việc công bố treo quốc kỳ nhằm để tang.